# Fritz Cockerell
Fritz Cockerell (* 25. November 1889 in München; † 16. April 1965 ebenda) war ein deutscher Pionier des Motorrad-, Automobil- und Motorenbaus.
Sein eigentlicher Name war Friedrich Gockerell, es taucht aber zumeist die Schreibweise mit C auf, auch in seinen Patent- und Offenlegungsschriften wird er als Fritz Cockerell genannt.

## Leben

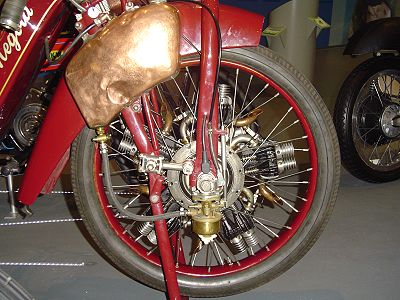
Megola-Motorrad mit Sternmotor im Vorderrad

Fritz Cockerell arbeitete zunächst als Maschinist in einem Luftschiff, später im Dampfturbinenbau bei Maffei. Danach wechselte er zur Rapp Motorenwerke GmbH, die später mit dem Unternehmen Flugmaschinenwerke Gustav Otto zur Bayerische Flugzeugwerke AG fusionierte, die später in Bayerische Motorenwerke AG (BMW) umbenannt wurde. Dort arbeitete Cockerell als Versuchsingenieur und war anschließend Werkstattleiter der mit Hans Meixner und Otto Landgraf gegründeten Deutsche Megola-Werke GmbH (Megola als Akronym aus Meixner, Gockerell und Landgraf) in München zur Herstellung des Megola-Motorrads. Dieses zeichnete sich durch einen umlaufenden Fünfzylinder-Sternmotor im Vorderrad aus und wurde in einer kleinen Serie produziert – ungesicherten Angaben zufolge 2000 Stück. Die Megola wurde vom Solomon R. Guggenheim Museum 1998 in die temporäre Ausstellung the art of the motorcycle aufgenommen.
Cockerell betrieb die Cockerell Fahrzeugwerke und entwickelte in Eigenregie einen Achtzylinder-Zweitaktmotor für einen „dem deutschen Volk“ bestimmten Sportwagen und einen Vierzylinder-Zweitaktmotor, der dem Einbau in wenige Prototypen eines Wagens und Zweirads diente. Mehr Erfolg erzielte Cockerell mit Fahrradhilfsmotoren und Leichtkrafträdern, die als sehr zuverlässig galten und unter seinem eigenen Namen vertrieben wurden. Er widmete sich später Forschungsarbeiten zu Dieselmotoren für Flugzeuge, Turbinenmotoren und dem Wankelmotor.
Der Nachlass Cockerells ist beim Deutschen Museum in München archiviert.

## Entwicklungen
- Pax, Vorläufer der Megola mit Dreizylinder-Sternmotor im Hinterrad
- Megola, erster Prototyp 1919, Produktion von 1921 bis ca. 1925
- Cockmobil, Dreirad ähnlich der Megola, auch als Lieferwagen mit Kastenaufbau, Datierung unsicher
- Cockerell Leichtkrafträder, ab 1921